# Einwohnerentwicklung Münsters
Dieser Artikel gibt die Einwohnerentwicklung der Stadt Münster tabellarisch und graphisch wieder.
Am 31. Dezember 2013 betrug die „Amtliche Einwohnerzahl“ von Münster nach Fortschreibung des Landesamtes für Datenverarbeitung und Statistik Nordrhein-Westfalen 297.980 (nur Hauptwohnsitze und nach Abgleich mit den anderen Landesämtern).
Die Einwohnerzahl Münsters legte im Vergleich zum Vorjahr um gut 1,0 % zu, so dass am Jahresende 2013 laut Angabe des Amts für Stadtentwicklung, Stadtplanung, Verkehrsplanung der Stadt Münster mit 297.980 Einwohnern 3048 Einwohner mehr als noch 2012 in Münster gemeldet waren. Die Anzahl der Erstwohnsitze stieg im Jahr 2011 um 4,3 % von 276.981 auf 288.914. Gleichzeitig ging die Anzahl der Zweitwohnsitze um 8,2 % von 8199 auf 7526 zurück, was der im Mai 2011 in Münster eingeführten Zweitwohnsitzsteuer geschuldet ist.

## Einwohnerentwicklung

Einwohnerentwicklung von Münster von 1816 bis 2017

Münster wurde 793 offiziell gegründet, erste Einwohnerzahlen sind ab Anfang des 16. Jahrhunderts nachweisbar. Die Einwohnerzahl der Stadt stieg im Mittelalter und der frühen Neuzeit nur langsam. Durch die zahlreichen Kriege, Seuchen und Hungersnöte ging sie immer wieder zurück.
So kam es 1554 in Münster wieder zu einem großen Peststerben. Die Seuche trat hauptsächlich im Kirchspiel Überwasser auf und forderte mehr als 8.000 Tote. Das Sterben hatte schon im Jahre 1553 begonnen und währte bis zum Sommer 1554.
Während der Herrschaft der Täufer in den 1530er Jahren ging die Bevölkerung von 10.000 Einwohnern auf 3.000 zurück, erreichte jedoch innerhalb von nur 60 Jahren wieder ihren alten Stand. Auch im Dreißigjährigen Krieg (1618–1648) hatte die Stadt Einwohnerverluste hinzunehmen.
Erst mit der Industrialisierung im 19. Jahrhundert beschleunigte sich das Bevölkerungswachstum. Lebten 1815 erst 15.000 Menschen in der Stadt, so waren es 1900 schon 64.000. Als Großstadt gilt Münster, seit es 1915 die Grenze von 100.000 Einwohnern überschritten hatte.
Die Bedeutung Münsters im Ersten Weltkrieg als Garnisonsstadt wird an den Ergebnissen der Volkszählung vom 5. Dezember 1917 deutlich. So wurde eine ortsanwesende Gesamtbevölkerung von 103.059 Personen ermittelt. Darunter waren nach Angaben der Volkswirtschaftlichen Abteilung des Kriegsernährungsamtes 14.953 Militärpersonen und 8000 Kriegsgefangene. Deren Anteil an der Gesamtbevölkerung lag bei 22,3 Prozent. Nicht in der Statistik enthalten sind 169 vorübergehend abwesende Militärpersonen.
Deutlich sichtbar sind die Auswirkungen des Zweiten Weltkrieges. Münsters Innenstadt wurde im Rahmen der Morale-Bombing-Strategie durch alliierte Bombenangriffe zu fast 91 Prozent zerstört, der Zerstörungsgrad im gesamten Stadtgebiet betrug etwa 63 Prozent. Bei den zahlreichen Luftangriffen starben mehr als 1600 Menschen durch direkte Bombeneinwirkung. Insgesamt verlor die Stadt im Verlauf des Krieges 81,6 Prozent ihrer Bewohner (115.164 Personen). Die Bevölkerungszahl sank von 141.059 im Mai 1939 auf 25.895 im April 1945.
Durch die Rückkehr der Evakuierten und den Zustrom von Flüchtlingen und Vertriebenen aus den deutschen Ostgebieten stieg die Bevölkerung der Stadt sehr schnell. 1953 lebten in Münster wieder so viele Menschen wie vor dem Krieg. 1966 wurde bereits die Grenze von 200.000 Einwohnern überschritten. Am 1. Januar 1975 brachte die Eingemeindung zahlreicher Orte aus dem ehemaligen Landkreis Münster einen Gewinn von 62.119 Personen auf 264.546 Einwohner. Ende 2010 stand die Stadt mit 279.803 Einwohnern unter den deutschen Großstädten an 22., innerhalb Nordrhein-Westfalens an zehnter Stelle. Am 31. Dezember 2012 hatten 296.536 Einwohner ihren Wohnsitz in Münster gemeldet. Bis 2025 sollte die Einwohnerzahl laut Prognose des Landesamtes auf dann 300.000 anwachsen. Tatsächlich wurde die Marke von 300.000 Einwohnern bereits 2014 überschritten.
Die folgende Übersicht zeigt die Einwohnerzahlen nach dem jeweiligen Gebietsstand. Bis 1815 handelt es sich meist um Schätzungen, danach um Volkszählungsergebnisse (¹) oder amtliche Fortschreibungen der Stadtverwaltung (bis 1970) und des Statistischen Landesamtes (ab 1971). Die Angaben beziehen sich ab 1840 auf die „Zollabrechnungsbevölkerung“, ab 1871 auf die „Ortsanwesende Bevölkerung“, ab 1925 auf die Wohnbevölkerung und seit 1987 auf die „Bevölkerung am Ort der Hauptwohnung“. Vor 1840 wurde die Einwohnerzahl nach uneinheitlichen Erhebungsverfahren ermittelt.

### Von 1816 bis 1870
(jeweiliger Gebietsstand)
| Datum              | Einwohner |
| ------------------ | --------- |
| 1. Dezember 1816 ¹ | 17.316    |
| 1. Dezember 1817 ¹ | 17.435    |
| 1. Dezember 1825 ¹ | 20.837    |
| 1. Dezember 1828 ¹ | 21.046    |
| 3. Dezember 1831 ¹ | 21.983    |

| Datum              | Einwohner |
| ------------------ | --------- |
| 3. Dezember 1840 ¹ | 23.365    |
| 3. Dezember 1843 ¹ | 23.772    |
| 3. Dezember 1846 ¹ | 24.193    |
| 3. Dezember 1849 ¹ | 24.664    |
| 3. Dezember 1852 ¹ | 25.222    |

| Datum              | Einwohner |
| ------------------ | --------- |
| 3. Dezember 1855 ¹ | 26.380    |
| 3. Dezember 1858 ¹ | 26.332    |
| 3. Dezember 1861 ¹ | 27.332    |
| 3. Dezember 1864 ¹ | 27.773    |
| 3. Dezember 1867 ¹ | 25.453    |

¹ Volkszählungsergebnis

### Von 1871 bis 1944
(jeweiliger Gebietsstand)
| Datum              | Einwohner |
| ------------------ | --------- |
| 1. Dezember 1871 ¹ | 24.821    |
| 1. Dezember 1875 ¹ | 35.705    |
| 1. Dezember 1880 ¹ | 40.434    |
| 1. Dezember 1885 ¹ | 44.060    |
| 1. Dezember 1890 ¹ | 49.340    |
| 2. Dezember 1895 ¹ | 57.135    |
| 1. Dezember 1900 ¹ | 63.754    |
| 31. Dezember 1901  | 65.340    |
| 31. Dezember 1902  | 66.910    |
| 31. Dezember 1903  | 68.410    |
| 31. Dezember 1904  | 79.120    |
| 1. Dezember 1905 ¹ | 81.468    |
| 31. Dezember 1906  | 82.526    |
| 31. Dezember 1907  | 82.870    |
| 31. Dezember 1908  | 84.936    |
| 31. Dezember 1909  | 86.907    |
| 1. Dezember 1910 ¹ | 90.254    |

| Datum              | Einwohner |
| ------------------ | --------- |
| 31. Dezember 1911  | 92.156    |
| 31. Dezember 1912  | 92.585    |
| 31. Dezember 1913  | 93.554    |
| 31. Dezember 1915  | 97.067    |
| 1. Dezember 1916 ¹ | 99.465    |
| 5. Dezember 1917 ¹ | 103.059   |
| 8. Oktober 1919 ¹  | 100.452   |
| 31. Dezember 1919  | 108.940   |
| 31. Dezember 1920  | 104.605   |
| 31. Dezember 1921  | 105.417   |
| 31. Dezember 1922  | 106.445   |
| 31. Dezember 1923  | 107.555   |
| 31. Dezember 1924  | 107.955   |
| 16. Juni 1925 ¹    | 106.418   |
| 31. Dezember 1925  | 108.096   |
| 31. Dezember 1926  | 110.459   |
| 31. Dezember 1927  | 113.921   |

| Datum             | Einwohner |
| ----------------- | --------- |
| 31. Dezember 1928 | 115.716   |
| 31. Dezember 1929 | 117.851   |
| 31. Dezember 1930 | 120.343   |
| 31. Dezember 1931 | 121.666   |
| 31. Dezember 1932 | 122.988   |
| 16. Juni 1933 ¹   | 122.210   |
| 31. Dezember 1933 | 125.178   |
| 31. Dezember 1934 | 127.482   |
| 31. Dezember 1935 | 131.748   |
| 31. Dezember 1936 | 135.481   |
| 31. Dezember 1937 | 138.652   |
| 31. Dezember 1938 | 141.000   |
| 17. Mai 1939 ¹    | 141.059   |
| 31. Dezember 1939 | 142.500   |
| 31. Dezember 1940 | 144.945   |
| 31. Dezember 1944 | 35.700    |

¹ Volkszählungsergebnis
Quelle: Stadt Münster

### Von 1945 bis 1989
(jeweiliger Gebietsstand)
| Datum                | Einwohner |
| -------------------- | --------- |
| 30. April 1945       | 25.895    |
| 31. Dezember 1945    | 79.016    |
| 29. Oktober 1946 ¹   | 86.366    |
| 31. Dezember 1947    | 99.414    |
| 31. Dezember 1948    | 103.600   |
| 13. September 1950 ¹ | 118.889   |
| 31. Dezember 1950    | 120.376   |
| 31. Dezember 1951    | 129.624   |
| 31. Dezember 1952    | 135.973   |
| 31. Dezember 1953    | 142.970   |
| 25. September 1956 ¹ | 155.241   |
| 31. Dezember 1960    | 180.117   |
| 6. Juni 1961 ¹       | 182.721   |
| 31. Dezember 1961    | 184.291   |
| 31. Dezember 1962    | 187.237   |

| Datum               | Einwohner |
| ------------------- | --------- |
| 31. Dezember 1963   | 190.676   |
| 31. Dezember 1964   | 194.341   |
| 31. Dezember 1965   | 196.641   |
| 31. Dezember 1966   | 200.376   |
| 31. Dezember 1967   | 202.381   |
| 31. Dezember 1968   | 203.110   |
| 31. Dezember 1969   | 204.716   |
| 27. Mai 1970 ¹      | 198.371   |
| 31. Dezember 1970   | 198.878   |
| 31. Dezember 1971   | 198.470   |
| 31. Dezember 1972   | 200.180   |
| 31. Dezember 1973   | 199.748   |
| 31. Dezember 1974   | 200.448   |
| 31. Dezember 1975 ² | 264.546   |
| 31. Dezember 1976   | 266.083   |

| Datum             | Einwohner |
| ----------------- | --------- |
| 31. Dezember 1977 | 267.182   |
| 31. Dezember 1978 | 267.056   |
| 31. Dezember 1979 | 267.478   |
| 31. Dezember 1980 | 269.696   |
| 31. Dezember 1981 | 271.810   |
| 31. Dezember 1982 | 272.918   |
| 31. Dezember 1983 | 273.453   |
| 31. Dezember 1984 | 272.626   |
| 31. Dezember 1985 | 270.102   |
| 31. Dezember 1986 | 267.628   |
| 25. Mai 1987 ¹    | 246.186   |
| 31. Dezember 1987 | 246.339   |
| 31. Dezember 1988 | 248.919   |
| 31. Dezember 1989 | 253.123   |

¹ Volkszählungsergebnis

² Gemeindereform in Nordrhein-Westfalen zum 1. Januar 1975
Quellen: Stadt Münster (bis 1970), Landesbetrieb Information und Technik NRW (ab 1971)

### Ab 1990
(jeweiliger Gebietsstand)
| Datum             | Einwohner |
| ----------------- | --------- |
| 31. Dezember 1990 | 259.438   |
| 31. Dezember 1991 | 264.181   |
| 31. Dezember 1992 | 267.072   |
| 31. Dezember 1993 | 267.367   |
| 31. Dezember 1994 | 264.887   |
| 31. Dezember 1995 | 265.061   |
| 31. Dezember 1996 | 265.748   |
| 31. Dezember 1997 | 265.138   |
| 31. Dezember 1998 | 264.489   |
| 31. Dezember 1999 | 264.670   |
| 31. Dezember 2000 | 265.609   |
| 31. Dezember 2001 | 267.197   |

| Datum             | Einwohner |
| ----------------- | --------- |
| 31. Dezember 2002 | 268.945   |
| 31. Dezember 2003 | 269.579   |
| 31. Dezember 2004 | 270.038   |
| 31. Dezember 2005 | 270.868   |
| 31. Dezember 2006 | 272.106   |
| 31. Dezember 2007 | 272.951   |
| 31. Dezember 2008 | 273.875   |
| 31. Dezember 2009 | 275.543   |
| 31. Dezember 2010 | 279.803   |
| 31. Dezember 2011 | 293.393   |
| 31. Dezember 2012 | 294.932   |
| 31. Dezember 2013 | 297.980   |

| Datum             | Einwohner |
| ----------------- | --------- |
| 31. Dezember 2014 | 302.178   |
| 31. Dezember 2015 | 310.039   |
| 31. Dezember 2016 | 311.846   |
| 31. Dezember 2017 | 313.559   |
| 31. Dezember 2018 | 314.319   |
| 31. Dezember 2019 | 315.293   |
| 31. Dezember 2020 | 316.403   |
| 31. Dezember 2021 | 317.713   |
| 31. Dezember 2022 | 305.222   |
| 31. Dezember 2023 | 307.071   |
| 31. Dezember 2024 | 308.258   |

Quelle: Landesbetrieb Information und Technik NRW

## Bevölkerungsprognose
In ihrem 2006 publizierten „Wegweiser Demographischer Wandel 2020“, in dem die Bertelsmann-Stiftung Daten zur Entwicklung der Einwohnerzahl von 2.959 Kommunen in Deutschland liefert, wird für Münster ein Anstieg der Bevölkerung zwischen 2003 und 2020 um 0,9 Prozent (2.543 Personen) vorausgesagt.
| Jahr | Einwohner |
| ---- | --------- |
| 2012 | 296.590   |
| 2020 | 319.330   |
| 2025 | 326.170   |
| 2030 | 330.140   |

Quelle: Bertelsmann-Stiftung

Nebenstehende Prognose im Vergleich zur realen Entwicklung von 1990 bis 2017

Die Statistik der Stadt Münster gibt für den April 2011 eine Bevölkerung von 287.357 Menschen am Ort der Hauptwohnung aus, die Prognose weicht demzufolge auch in der aktuelleren Fassung erheblich von der tatsächlichen Entwicklung ab. Lt. „Zensus 2011“ beträgt die Einwohnerzahl 2011 in Münster nochmals abweichend eine (höhere) Zahl von 293.393.
Im März 2016 veröffentlichte die Deutsche Postbank AG eine unter Leitung von Michael Bräuninger, Professor an der Helmut-Schmidt-Universität, durchgeführte Studie unter dem Titel Wohnatlas 2016 – Leben in der Stadt, in der für 36 deutsche Großstädte auch eine Bevölkerungsprognose für das Jahr 2030 durchgeführt wird. Sie berücksichtigt auch explizit den Zuzug im Rahmen der Flüchtlingskrise in Deutschland ab 2015. Für Münster wird darin von 2015 bis 2030 trotz Flüchtlingszuzug ein Bevölkerungsrückgang von 3,66 % vorhergesagt.

## Bevölkerungsstruktur

### Nach Nationalität
Von der amtlichen Statistik als Ausländer nicht erfasst werden eingebürgerte Personen und als Deutsche in Deutschland geborene Kinder ausländischer Abstammung. Sehr wohl sind ausländische Studenten in der Statistik enthalten. Am 31. Dezember 2015 lebten in Münster 27.147 Menschen aus 182 Ländern, 1995 waren es 157 verschiedene Nationen.
Am 31. Dezember 2015 lebten 27.147 Ausländer in Münster, von denen die meisten Ausländer aus Polen (2249), Syrien (2022), Serbien (1925), Türkei (1758), Portugal (1641), Italien (1042) sowie der Russischen Föderation (955) stammten.
Die Verteilung der Herkunft der größten Gruppen der melderechtlich in Münster registrierten Ausländer hat sich in den letzten Jahren verschoben. Bei den meisten Herkunftsländern aus der EU ist die Bevölkerungszahl in Münster rückläufig, Ausnahmen bilden hierbei Polen und Italien.
| Herkunftsland        | Einwohner im Jahr 1995 | Einwohner im Jahr 2003 | Einwohner im Jahr 2006 | Einwohner im Jahr 2015 |
| -------------------- | ---------------------- | ---------------------- | ---------------------- | ---------------------- |
| Belgien              |                        | 75                     |                        |                        |
| Bulgarien            |                        |                        | 521                    |                        |
| China                |                        |                        | 425                    |                        |
| Dänemark             |                        | 44                     |                        |                        |
| Estland              |                        | 24                     |                        |                        |
| Finnland             |                        | 64                     |                        |                        |
| Frankreich           |                        | 453                    | 430                    |                        |
| Griechenland         |                        | 303                    |                        |                        |
| Großbritannien       | 930                    | 831                    | 727                    |                        |
| Irak                 |                        |                        | 301                    |                        |
| Iran                 | 1100                   |                        | 531                    |                        |
| Irland               |                        | 43                     |                        |                        |
| Italien              |                        | 894                    | 777                    | 1042                   |
| Jugoslawien          | 1975                   |                        |                        |                        |
| Kroatien             |                        |                        | 401                    |                        |
| Lettland             |                        | 183                    |                        | 524                    |
| Litauen              |                        | 115                    |                        |                        |
| Luxemburg            |                        | 22                     |                        |                        |
| Malta                |                        | 0                      |                        |                        |
| Marokko              |                        |                        | 386                    |                        |
| Niederlande          |                        | 622                    | 527                    |                        |
| Polen                | 879                    | 1353                   | 1608                   | 2249                   |
| Portugal             | 1740                   | 1872                   | 1765                   | 1641                   |
| Russische Föderation |                        |                        |                        | 955                    |
| Russland             |                        |                        | 742                    |                        |
| Schweden             |                        | 78                     |                        |                        |
| Serbien              |                        |                        | 2225                   | 1925                   |
| Slowakei             |                        | 43                     |                        |                        |
| Slowenien            |                        | 28                     |                        |                        |
| Spanien              |                        | 625                    | 599                    |                        |
| Südkorea             |                        |                        | 361                    |                        |
| Syrien               | 150                    |                        |                        | 2022                   |
| Tschechien           |                        | 54                     |                        |                        |
| Türkei               | 2292                   |                        | 2091                   | 1758                   |
| Ukraine              |                        |                        | 497                    |                        |
| Ungarn               |                        | 102                    |                        |                        |
| USA                  |                        |                        | 304                    |                        |
| Zypern               |                        | 10                     |                        |                        |
| Österreich           |                        | 299                    |                        |                        |

Quellen: 1995, 2003, 2006, 2015
| Bevölkerungsstruktur        | Einwohner |
| --------------------------- | --------- |
| Einwohner mit Hauptwohnsitz | 272.106   |
| davon männlich              | 127.508   |
| weiblich                    | 144.598   |
| Deutsche                    | 252.538   |
| davon männlich              | 118.652   |
| weiblich                    | 133.886   |
| Ausländer                   | 19.568    |
| davon männlich              | 8.856     |
| weiblich                    | 10.712    |

Quelle: Landesbetrieb Information und Technik NRW (Stand: 31. Dezember 2006)
Der Ausländeranteil an der Gesamtbevölkerung Münsters ist mit unter zehn Prozent im Vergleich mit anderen ähnlich großen deutschen Städten vergleichsweise gering.
| Datum             | Ausländeranteil in Prozent |
| ----------------- | -------------------------- |
| 2003              | 9                          |
| 31. Dezember 2006 | 7,2                        |
| 31. Dezember 2015 | 8,9                        |

Quellen: 2003, 2006, 2015

### Nach Alter

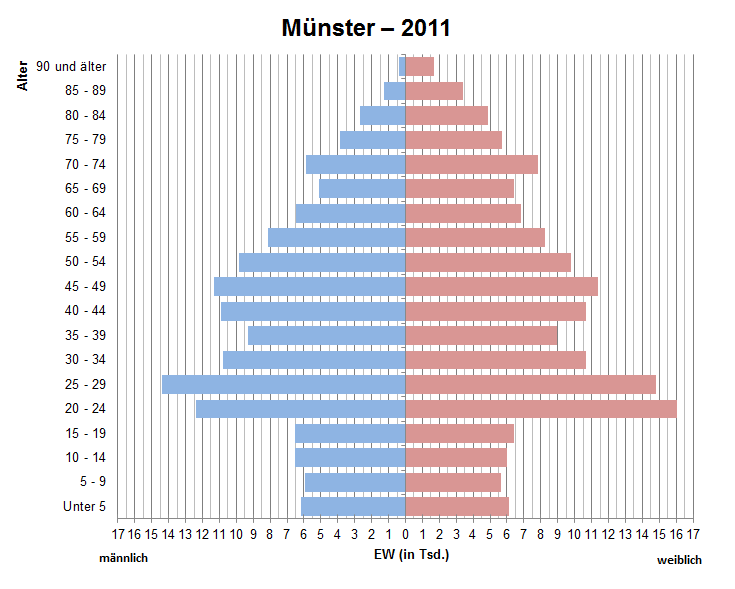
Bevölkerungspyramide für Münster (Datenquelle: Zensus 2011.)

Aufgrund der fast 48.000 Studenten innerhalb der Münsteraner Bevölkerung liegt der Altersdurchschnitt zeitweise knapp unter dem Bundesdurchschnitt von 40 Jahren. Im Jahr 2007 lag der Altersdurchschnitt der wohnberechtigten Bevölkerung bei 40,2 Jahren. Die Lebenserwartung liegt in Münster für Männer bei 79,5 Jahren, für Frauen bei 84,3 Jahren. Dies ist eine der höchsten Lebenserwartungen innerhalb aller deutschen Städte.
Die folgende Übersicht zeigt die Altersstruktur vom 31. Dezember 2014 (Hauptwohnsitze).
| Alter von – bis | Einwohnerzahl | Anteil in Prozent |
| --------------- | ------------- | ----------------- |
| 0 – 9           | 24.946        | 8,3               |
| 10 – 19         | 27.120        | 9,0               |
| 20 – 29         | 59.674        | 19,7              |
| 30 – 39         | 43.582        | 14,4              |
| 40 – 49         | 40.752        | 13,5              |
| 50 – 59         | 40.260        | 13,3              |
| 60 – 69         | 26.494        | 8,8               |
| 70 – 79         | 24.173        | 8,0               |
| 80 – 89         | 12.518        | 4,1               |
| 90 und mehr     | 2.659         | 0,9               |
| Gesamt          | 302.178       | 100,0             |

Quelle: Landesbetrieb Information und Technik NRW
Zwischen 1994 und 2014 stieg die Zahl der Einwohner über 65 Jahren von 39.800 auf 51.313. In erster Linie ist diese Entwicklung auf die Alterung der Bevölkerung zurückzuführen, wobei Umzüge lediglich eine untergeordnete Rolle spielten, wenngleich zu beobachten ist, dass Senioren ihre Wohnsitze aus deutschen Großstädten zunehmend in ländlichere Gegenden verlegen. Dabei ist die Abwanderung im Alter in solchen Städten am höchsten, in denen die Mieten besonders hoch sind. Bei diesem Trend belegt Münster im Jahr 2016 bundesweit den 20. Platz. Im gesamten Bundesgebiet verließen zwischen 2005 und 2014 rund 366.000 Einwohner ab 65 Jahren die 20 größten deutschen Städte, während etwa 246.000 Zuzüge von Personen gleicher Altersgruppe zu verzeichnen waren, was einen Wanderungsverlust von rund 120.000 Senioren darstellt. In Münster kam es im Jahr 2014 zu 503 Zuzügen von Einwohner über 65 Jahren, während 571 Fortzüge vermeldet wurden. Zuletzt wurden im Jahr 2012 in Münster mehr Zuzüge als Fortzüge von Senioren gezählt.

### Nach Geschlecht
Am 31. Dezember 2012 zählte die Stadt Münster 47,6 Prozent männliche und 52,4 Prozent weibliche Einwohner.

## Wanderungsbewegungen
Die folgende Übersicht zeigt die Wanderungsbewegungen der wohnberechtigen Bevölkerung, also inklusive aller Studenten, die ihren Nebenwohnsitz in Münster haben.
| Jahr | Zuzüge | Fortzüge | Wanderungssaldo |
| ---- | ------ | -------- | --------------- |
| 1975 | 16.469 | 14.424   | +2.045          |
| 1980 | 17.312 | 15.214   | +2.098          |
| 1985 | 14.694 | 17.331   | −2.637          |
| 1990 | 19.188 | 16.543   | +2.645          |
| 1995 | 18.559 | 17.463   | +1.096          |
| 2000 | 18.537 | 19.195   | −658            |
| 2001 | 18.789 | 19.808   | −1.019          |
| 2002 | 19.133 | 18.543   | +590            |
| 2003 | 20.835 | 19.335   | +1.500          |
| 2004 | 18.350 | 19.599   | −1.249          |
| 2005 | 17.632 | 18.971   | −1.339          |

Quelle: Stadt Münster

## Stadtbezirke

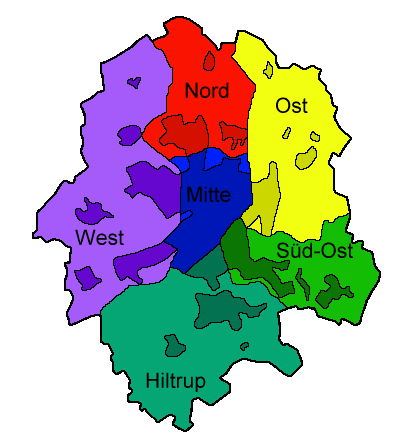
Aufteilung der Stadt Münster in Stadtbezirke – die jeweils dunklen Teile kennzeichnen die bebauten Teile des Stadtgebietes

Das Stadtgebiet Münsters besteht aus sechs Stadtbezirken. Gemäß der Hauptsatzung gliedern sich die einzelnen Stadtbezirke weiter auf in Wohnbereiche.
Die Einwohnerzahlen in der folgenden Tabelle beziehen sich auf den 31. Dezember 2011 (Haupt- und Nebenwohnsitze).
| Name    | Fläche in km² | Einwohner- zahl | Einwohner je km² | Ausländer in % |
| ------- | ------------- | --------------- | ---------------- | -------------- |
| Hiltrup | 69,76         | 37.399          | 536              | 7,8            |
| Mitte   | 23,92         | 122.432         | 5.118            | 6,4            |
| Nord    | 36,10         | 28.851          | 800              | 12,9           |
| Ost     | 54,17         | 21.430          | 396              | 4,4            |
| Südost  | 36,05         | 27.516          | 762              | 6,6            |
| West    | 82,96         | 58.812          | 709              | 8,6            |
| Münster | 302,95        | 296.440         | 979              | 7,5            |

Quelle: Stadt Münster

## Beschäftigungsstruktur
Gemäß der Statistik der Bundesagentur für Arbeit waren Ende Dezember 2005 insgesamt 12.123 Menschen in Münster ohne Arbeit. Das entspricht einer Arbeitslosenquote von 8,5 %. Demgegenüber stehen laut dem Quartalsbericht der Stadt Münster für das 1. Quartal 2005 als letzte verfügbare Angabe vom September 2004 128.962 Erwerbstätige. Münster ist eine klassische Pendlerstadt, insgesamt pendeln gut 60.000 Menschen ein, dem gegenüber stehen 20.000 Auspendler.
Die nachfolgenden Tabelle zeigt die Aufteilung sozialversicherungspflichtig beschäftigter Arbeitnehmer pro Wirtschaftsgruppe am 31. Dezember 2003:
| Wirtschaftsabteilung, Wirtschaftsgruppe | Arbeitnehmer                                                                | Arbeitnehmer                                        |
| Wirtschaftsabteilung, Wirtschaftsgruppe | Anzahl                                                                      | in %                                                |
| --- | --------------------------------------------------------------------------- | --------------------------------------------------- |
| Land- und Forstwirtschaft, Fischerei Bergbau, Gewinnung von Steinen und Erden Verarbeitendes Gewerbe Energie- und Wasserversorgung Baugewerbe Handel Gastgewerbe Verkehr und Nachrichtenübermittlung Kredit- und Versicherungsgewerbe Grundstückswesen, Vermietung, Dienstleistungen für Unternehmen Öffentliche Verwaltung o. ä. Öffentliche und private Dienstleistungen (ohne öffentliche Verwaltung) | 1.285 394 15.857 1.522 4.521 18.898 3.677 4.020 11.046 22.633 12.516 31.994 | 1,0 0,3 12,4 1,2 3,5 14,7 2,9 3,1 8,6 17,6 9,8 24,9 |
| Insgesamt | 128.363                                                                     | 100,0                                               |

Quelle: Landesamt für Datenverarbeitung und Statistik Nordrhein-Westfalen

## Bildung und Weiterbildung
| Schulen (Schuljahr 2011/2012)          | Schulen (Schuljahr 2011/2012)                       | Schüler     |
| 50                                     | Grundschulen                                        | 9.462       |
| 7                                      | Hauptschulen                                        | 1.982       |
| 11                                     | Förderschulen                                       | 1.818       |
| 9                                      | Realschulen                                         | 4.433       |
| 14                                     | Gymnasien                                           | 13.451      |
| 1                                      | Gesamtschule                                        | 1.515       |
| 1                                      | Freie Waldorfschule                                 | 277         |
| 1                                      | HEBO Privatschule                                   | 45          |
| 1                                      | Helen-Keller-Schule                                 | 140         |
| 1                                      | Hugo de Groot-Schule                                | 27          |
| Berufskollegs (Schuljahr 2011/2012)    | Berufskollegs (Schuljahr 2011/2012)                 | Schüler     |
| Insgesamt                              | Insgesamt                                           | 19.748      |
| Hochschulen (Wintersemester 2010/2011) | Hochschulen (Wintersemester 2010/2011)              | Studierende |
| Insgesamt                              | Insgesamt                                           | 46.709      |
| davon                                  | Westfälische Wilhelms-Universität                   | 37.197      |
|                                        | Kunstakademie                                       | 303         |
|                                        | Fachhochschule (FH) in Münster                      | 6.291       |
|                                        | FH des Bundes für öffentliche Verwaltung (Finanzen) | 909         |
|                                        | FH für öffentliche Verwaltung NW                    | 906         |
|                                        | Katholische FH Nordrhein-Westfalen                  | 780         |
|                                        | Philosophisch-Theologische Hochschule               | 59          |
|                                        | Deutsche Hochschule der Polizei                     | 264         |
| Weiterbildung (2011)                   |                                                     |             |
|                                        | Volkshochschule: Veranstaltungen                    | 1.983       |
|                                        | mit Teilnehmern                                     | 23.106      |
|                                        | Abendgymnasium, -realschule, Overberg-Kolleg &      | Schüler     |
|                                        | Pädagogisches Zentrum bei der Justizvollzugsanstalt | 1.156       |
| Öffentliche Büchereien (2011)          | Öffentliche Büchereien (2011)                       | Ausleihen   |
|                                        | Stadtbücherei                                       | 1.866.622   |
| 34                                     | katholische Büchereien                              | 506.259     |
| 4                                      | evangelische Büchereien                             | 22.320      |
|                                        | Westdeutsche Blindenhörbücherei                     | 50.625      |

Quelle: Stadt Münster – Jahres-Statistik 2014 (2011/12 enthalten)

## Finanzen
Obwohl in Münster pro Einwohner im Durchschnitt 731 Euro gemeindliche Steuern eingenommen werden und dieser Wert bezogen auf die Bundesrepublik Deutschland mit einem Bundesdurchschnitt von 494 Euro im oberen Drittel liegt, ist in folgender Tabelle deutlich die zunehmende Verschuldung der Stadt sichtbar.
| Jahr | Schulden in 1000 € | Zins- und Tilgungsleistungen in 1000 € |
| ---- | ------------------ | -------------------------------------- |
| 1990 | 176.624            | 20.354                                 |
| 1997 | 349.743            | 31.604                                 |
| 1998 | 379.829            | 34.950                                 |
| 1999 | 401.623            | 37.017                                 |
| 2000 | 437.530            | 40.081                                 |
| 2001 | 493.687            | 39.162                                 |
| 2002 | 561.169            | 42.624                                 |
| 2003 | 606.620            | 44.082                                 |
| 2004 | 657.352            | 46.223                                 |
| 2005 | 693.557            | 47.603                                 |
| 2006 | 698.931            | 47.566                                 |
| 2007 | 764.054            |                                        |
| 2008 | 775.669            |                                        |
| 2009 | 799.770            |                                        |
| 2010 | 876.564            |                                        |
| 2011 | 866.519            |                                        |
| 2020 | 1.129.000          |                                        |

Quelle: Stadt Münster